# Stephan Sinding

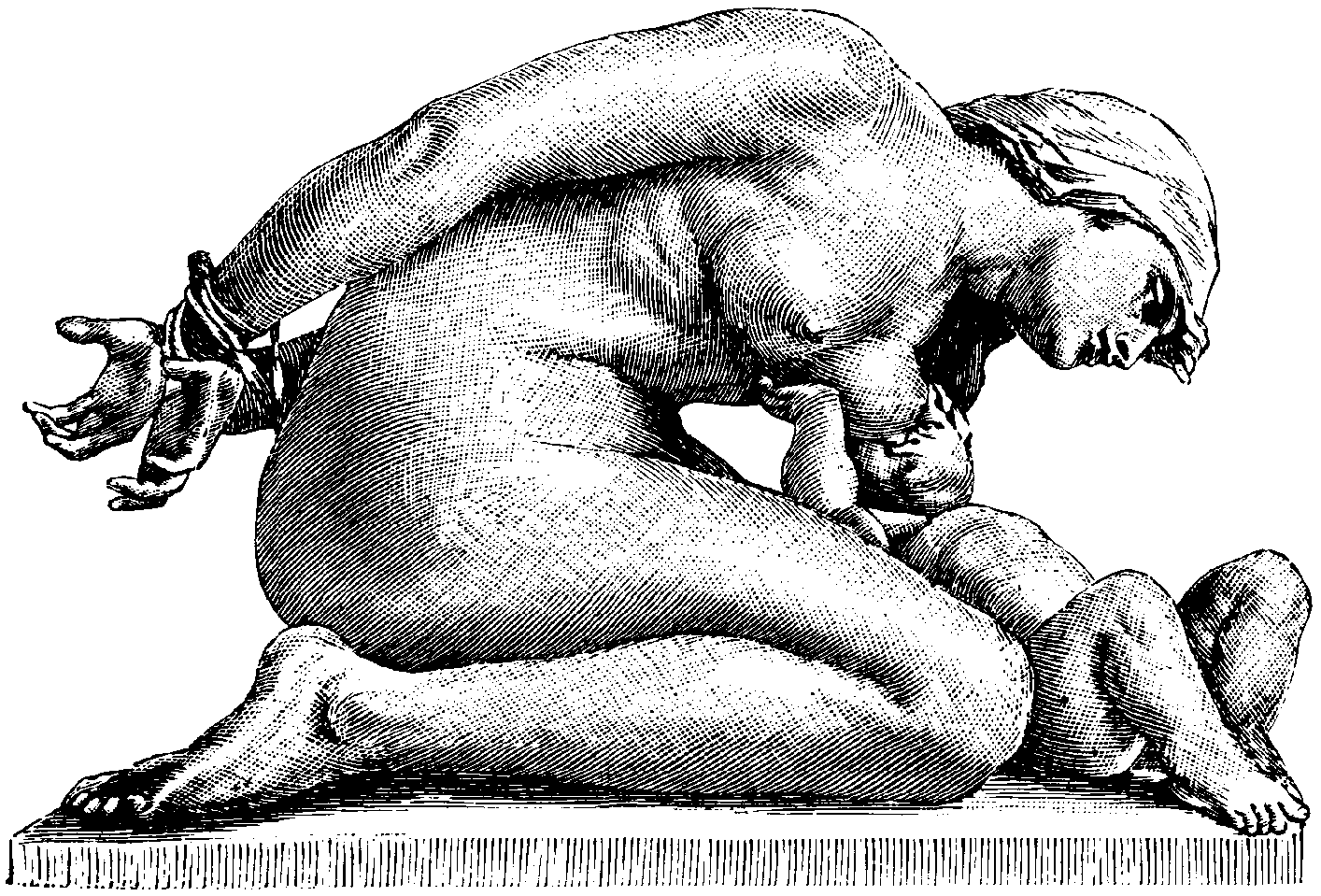
"Fången moder" av Stephan Sinding.

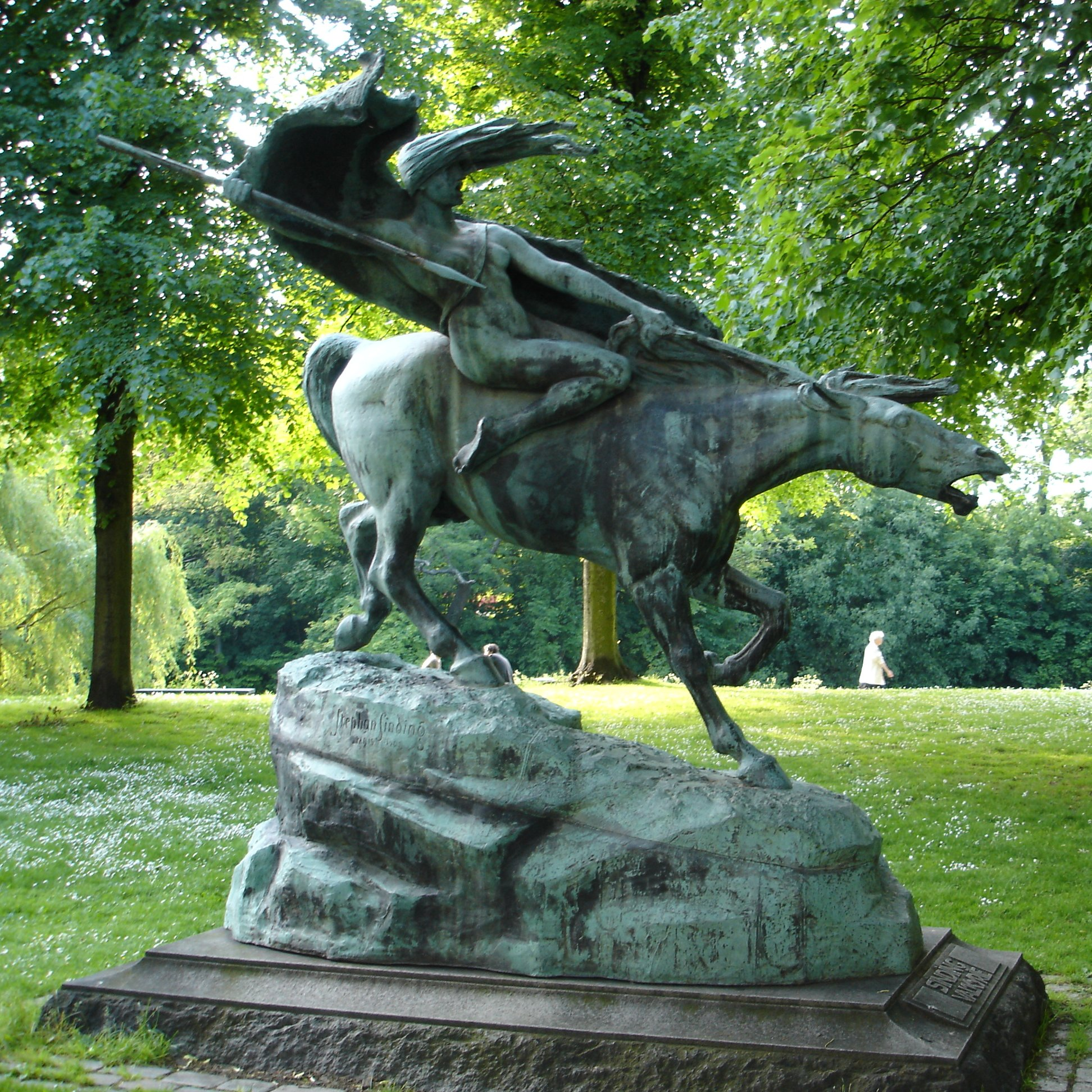
"Valkyria till häst" i Köpenhamn.

Stephan Abel Sinding, född 4 augusti 1846 i Trondheim, död 23 januari 1922 i Paris, var en norsk-dansk skulptör. Han var bror till kompositören Christian Sinding och konstnären Otto Ludvig Sinding.

## Biografi
Efter studentexamen 1865 bedrev Sinding juridiska studier, innan han på allvar ägnade sig åt konsten. Han blev till en början elev hos Julius Middelthun. Konststudierna fortsatte i Köpenhamn och 1871 i Berlin för Albert Wolff. Han utförde där sin första staty, Völund smed. När han återkom till Kristiania fick han livnära sig på hantverksarbeten, dekorativ och ornamental skulptur. 1876 gjorde han en resa till Paris. År 1878 utförde han en staty, Fången, i knäböjande ställning, som väckte uppmärksamhet på världsutställningen i Paris. Ett något förändrat exemplar i marmor från 1913 finns i Glyptoteket i Köpenhamn). Reliefen Karl Johan lägger grundstenen till Kristiania slott i slottets vestibul är från 1879.
Åren 1880-1885 vistades Sinding i Rom. Från 1885 var han bosatt i Köpenhamn och 1890 blev han dansk medborgare. Under detta skede utfördes hans betydande monumentala verk, Barbarkvinna bär sin sårade son ur striden (1883), Fången moder ger sitt barn di (1887) och Två människor, (1891). Alla dessa marmorskulpturer finns i Köpenhamns Glyptotek. Skulpturer i marmor och brons finns även i Oslo nationalgalleri) samt Ung kvinna vid sin makes lik (1892, i brons i Köpenhamns konstmuseum). Han utförde även åtskilliga kyrkliga skulpturer och dessutom en reproduktion av Freunds Valhallafris, som blivit förstörd vid Christiansborgs brand 1884. Släktens äldsta, en bild i helfigur av en gammal kvinna, är karaktärsfullt skuren i trä där han i största möjliga grad utnyttjar stockens form (1898, Glyptoteket). År 1899 utförde Sinding statyer av Henrik Ibsen och Bjørnstjerne Bjørnson i brons utanför Nationaltheatret i Oslo. Den realistiska stilen väckte kritik. I teaterns foajé utförde Sinding en staty av Laura Gundersen i Hjördis' roll.
År 1901 följde Ole Bulls staty i Bergen. Den stora gruppen Moder jord utfördes 1900. Gruppen Tillbedjan, en yngling som knäböjer framför en ung flicka, tillkom 1903. Samma år avtäcktes ryttarmonumentet över general Sherman i Washington, D.C.. Det påbörjades av Rohl Smith, som till följd av sjukdom inte kunde fortsätta arbetet, varefter Sinding fullbordade det. År 1904 hade Sinding modellerat en Valkyria till häst, en statyett i elfenben och brons. Den utfördes sedan i monumental storlek och ställdes upp på Grønningen i Köpenhamn 1910. År 1911 bosatte sig Sinding i Paris. Bland hans senare arbeten finns Idyll, en yngling och en ung flicka i marmor från 1912 och Livsglädje, en kvinnostaty i brons och elfenben från 1913. Båda dessa arbeten finns i Glyptoteket. Angelus, ett gammalt par på knä med armarna om varandras skuldror är från 1914. Natten en grupp tillkom 1914 och statyn Självporträtt utfördes i brons 1916. Dessutom tillkom flera gravmonument och porträttbyster. 
Sinding blev professor 1897 och ledamot av svenska konstakademien 1889. Göteborgs konstmuseum äger två av Sindings reliefer i marmor, Scherzo och Allegro.

## Utmärkelser
- Riddare av Dannebrogorden,  1888[4]
- Dannebrogsmännens hederstecken,  1916[4]
- Officer av Hederslegionen[9]

[Redigera Wikidata]